# Stanisław Milski
Stanisław Jan Milski (bürgerlich Stanisław Jan Hołyst, * 8. Februar 1897 in Czchów, Österreich-Ungarn; † 4. September 1972 in Warschau) war ein polnischer Schauspieler und Regisseur.
Milski absolvierte eine Ballettschule in Posen, konnte aber aufgrund einer Verletzung nicht weiter als Tänzer tätig sein. Daher wandte er sich der Schauspielerei zu und war ab 1916 auf der Bühne zu sehen. Ab den 1930er Jahren war er auch als Regisseur tätig, ab 1937 als Sprecher und Lektor für das polnische Radio in Warschau. Von 1939 bis 1941, während der sowjetischen Besetzung Polens, spielte er im polnischen Theater in Wilna.
1944/1945 war er in Wilna Regisseur am polnischen Theater. Es folgten Aufenthalte in Olsztyn (1945/46), Białystok (1946/47) und 1948 am klassischen Theater in Warschau. 1955/56 war er als Regisseur in Zielona Góra und von 1955 bis 1964 in Danzig. Ab 1964 war er am Theater in Lublin tätig.
Er starb in Warschau, sein Grab befindet sich im Stadtteil Wawer in der Siedlung Radość.

## Filmografie (Auswahl)
- 1952: Gromada
- 1954: Eines Menschen Weg (Celuloza)
- 1954: Die Verfolgung (Poscig)
- 1954: Unter dem phrygischen Stern (Pod gwiazda)
- 1955: Eine Generation (Pokolenie)
- 1955: Stara cegielnia (Kurzfilm)
- 1955: Godziny nadziei
- 1956: Berge brennen (Podhale w ogniu)
- 1956: Pilot Maresz (Sprawa pilota Maresza)
- 1956: Das Geheimnis des toten Schachtes (Tajemnica dzikiego szybu)
- 1956: Der Mann im Frack (Nikodem Dyzma)
- 1957: Ziemia
- 1957: Pozegnanie z diablem
- 1957: Die Schlinge (Petla)
- 1958: Der achte Wochentag (Ósmy dzien tygodnia)
- 1958: Eine phantastische Geschichte (Ewa chce spac)
- 1958: Was sagt meine Frau dazu? (Co rekne zena?)
- 1958: Asche und Diamant (Popiół i diament)
- 1958: Pozegnania
- 1958: Pigulki dla Aurelii
- 1958: Unterseeboot Orzel (Orzeł)
- 1959: Tapferkeitskreuz (Krzyz Walecznych)
- 1959: Himmelfahrtskommando (Baza ludzi umarlych)
- 1959: Sygnaly
- 1959: Bialy niedzwiedz
- 1960: Male dramaty
- 1960: Miasteczko
- 1960: Die Kreuzritter (Krzyzacy)
- 1960: Kolorowe ponczochy
- 1960: Der Teufel der 10. Klasse (Szatan z siódmej klasy)
- 1961: Eine Geschichte von heute (Historia wspólczesna)
- 1961: Ostroznie, Yeti!
- 1961: Die unvergessene Nacht (Dzis w nocy umrze miasto)
- 1961: Swiadectwo urodzenia
- 1962: Komedianty
- 1962: Die zwei Monddiebe (O dwóch takich, co ukradli ksiezyc)
- 1962: Profesor Zazul (Kurzfilm)
- 1963: Das zauberhafte Auto (Wielka, wieksza i najwieksza)
- 1963: Die abgerissene Brücke (Zerwany most)
- 1963: Mansarda
- 1963: Polizeiaktion Nektar (Kryptonim Nektar)
- 1963: Wo ist der General? (Gdzie jest general)
- 1964: Echo
- 1964: Der unterbrochene Flug (Przerwany lot)
- 1964: Panienka z okienka
- 1966: Pharao (Faraon)
- 1966: Pieczone golabki
- 1966: Niewiarygodne przygody Marka Piegusa (Fernsehserie, 1 Folge)
- 1967: Der Erpresser in kurzen Hosen (Bicz bozy)
- 1968: Sekunden entscheiden (Stawka wieksza niz zycie, Fernsehserie, 1 Folge)
- 1968: Gräfin Cosel (Hrabina Cosel)
- 1969: Richtung Berlin (Kierunek Berlin)
- 1969: Einsamkeit zu zweit (Samotnosc we dwoje)
- 1969: Gra
- 1969: Do przerwy 0:1 (Fernsehserie, 2 Folgen)
- 1969: Rot und Gold (Czerwone i zlote)
- 1969: Gniewko, syn rybaka (Fernsehserie, 1 Folge)
- 1970: Paragon, gola!
- 1970: Wie ich den Zweiten Weltkrieg beendete (Jak rozpetalem druga wojne swiatowa)
- 1970: Lokis (Lokis. Rekopis profesora Wittembacha)
- 1971: Der Ring der Fürstin Anna (Pierscien ksieznej Anny)
- 1971: Epilog norymberski
- 1971: Ich hasse Montage (Nie lubie poniedzialku)
- 1971: Das Miniauto und die Tempelherren (Samochodzik i templariusze, Fernsehserie, 1 Folge)
- 1972: Die Bauern (Chlopi, Fernsehserie, 7 Folgen)
- 1972: Gruby (Fernsehserie, 6 Folgen)
- 1975: Zwyciestwo